# Дерезівка
Дерезі́вка — село в Україні, у Вільнянській міській громаді Запорізького району Запорізької області. До 2020 орган місцевого самоврядування — Любимівська сільська рада.
Площа села — 38,5 га. Кількість дворів — 7, кількість населення на 01.01.2007 р. — 8 чол.

## Географія

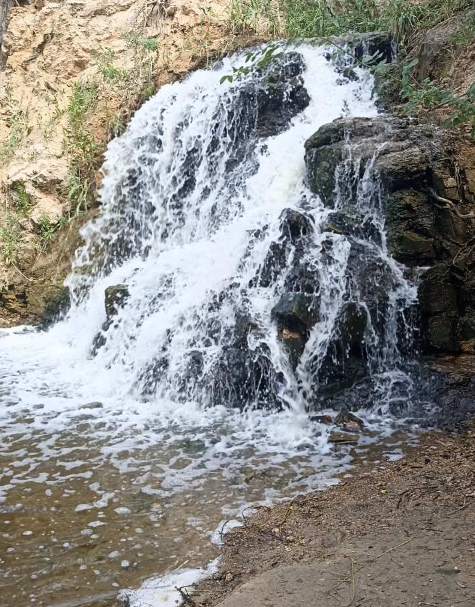
Водоспад Дерезівка поблизу села.

Село Дерезівка знаходиться на лівому березі річки Вільнянка, вище за течією на відстані 1 км розташоване село Гарасівка, нижче за течією на відстані 1,5 км розташоване село Криничне. До села примикає великий масив садових ділянок.
Село розташоване за 14 км від центру громади, за 29 км від обласного центра.
Найближча залізнична станція — Вільнянськ — знаходиться за 14 км від села.

## Історія
Село утворилось в першій половині XIX ст. Мало назву Василівка. Сучасна назва — з 1960 років
7 (20) листопада 1917 року, відповідно до Третього Універсалу Української Центральної Ради, увійшло до складу Української Народної Республіки.
Внаслідок поразки Перших визвольних змагань село надовго окуповане більшовицькими загарбниками.
В 1932-1933 селяни пережили сталінський геноцид.
З 24 серпня 1991 року Дерезівка входить до складу незалежної України.
12 червня 2020 року, відповідно до Розпорядження Кабінету Міністрів України від № 713-р «Про визначення адміністративних центрів та затвердження територій територіальних громад Запорізької області», увійшло до складу Вільнянської міської громади.
19 липня 2020 року, в результаті адміністративно-територіальної реформи та ліквідації Вільнянського району, село увійшло до складу новоутвореного Запорізького району.